# Малоабдрашитово
Малоабдраши́тово (рос. Малоабдрашитово, башк. Бәләкәй Әбдрәшит) — присілок у складі Альшеєвського району Башкортостану, Росія. Входить до складу Абдрашитовської сільської ради.
Населення — 42 особи (2010; 50 в 2002).
Національний склад:
- татари — 46 %
- росіяни — 26 %